# Cholapuram
Cholapuram là một thị xã panchayat của quận Thanjavur thuộc bang Tamil Nadu, Ấn Độ.

## Địa lý
Cholapuram có vị trí 9°22′B 77°35′Đ / 9,37°B 77,58°Đ Nó có độ cao trung bình là 123 mét (403 feet).

## Nhân khẩu
Theo điều tra dân số năm 2001 của Ấn Độ, Cholapuram có dân số 6364 người. Phái nam chiếm 48% tổng số dân và phái nữ chiếm 52%. Cholapuram có tỷ lệ 72% biết đọc biết viết, cao hơn tỷ lệ trung bình toàn quốc là 59,5%: tỷ lệ cho phái nam là 79%, và tỷ lệ cho phái nữ là 66%. Tại Cholapuram, 12% dân số nhỏ hơn 6 tuổi.